# Автострада A24 (Італія)
Автострада A24 або Паркова Автострада — це автомагістраль, що з'єднує Рим із Терамо. Починаючи від Римської кільцевої автостради, A24 пролягає широко на північний схід повз Л'Аквілу та через 10 км тунелю під Гран-Сассо до Терамо.
Вона побудовано на майже повністю горбисто-гірській території зі складною орографією. З цієї причини автомагістраль вимагала прийняття сміливих інженерних рішень, з великими ділянками з використанням віадуків і 42 тунелів (чотири з яких довші за 4 км), включаючи подвійний тунель Гран-Сассо, довжина якого (10,174 км для північного тунелю, 10,175 км на південь) зробили його найдовшим двотрубним автомобільним тунелем у Європі, а також найдовшим автомобільним тунелем в Італії, що повністю проходить на території країни.
Вперше запланований у 1973 році, щоб з'єднати Лаціо та Абруццо, а також автостраду дель Соле та автостраду Адріатика, маршрут зараз закінчується в Терамо, а решту відстані до Адріатичного моря все ще будують. Шосе включає два довгі тунелі під гірським масивом Гран-Сассо, які проходять приблизно по південно-західній/північно-східній осі, з кожним тунелем трохи понад 6,3 милі в довжину. Третій тунель, прокопаний поруч із двома тунелями шосе, містить Національна лабораторія Гран Сассо, найбільшу підземну лабораторію фізики елементарних частинок у світі.